# 早川由紀夫
早川 由紀夫（はやかわ ゆきお、1956年1月 - ）は、日本の地質学者（対象は火山）。2018年現在は群馬大学教育学部教科教育講座理科専攻教授。学位は、理学博士（東京大学）。

## 略歴・人物
東京大学教養学部理科Ⅱ類を経て、東京大学理学部地学科地質学鉱物学コース卒業。
1985年3月、学位論文 "Pyroclastic Geology of Towada Volcano"（十和田火山の火砕地質）にて東京大学大学院理学系研究科地質学専攻博士課程を修了。以降、東京都立大学 (1949-2011)助手、群馬大学教育学部助教授を経て、2002年群馬大学教育学部（理科教員養成課程）教授。
所属学会は日本理科教育学会、日本教育工学会、東京地学協会、日本火山学会、日本地震学会、日本地質学会、日本第四紀学会、砂防学会、日本リスク研究学会など。
専門は本人ブログのプロフィールによれば地質学（火山）で、特に火山の噴火規模を表す指標としては国際的に火山爆発指数が使用されているが、放出エネルギーを示しておらず噴火の規模を表現するには目盛が粗すぎると考え、1993年以降新たな指針として噴火マグニチュードを提唱している。
2012年、福島第一原子力発電所事故に対する福島在住者への差別発言で群馬大学から訓告処分を受ける。

## 福島第一原子力発電所事故に関する発言
2011年度に「インターネットを活用した情報共有による新しい地学教育」という研究課題で文部科学省科学研究費補助金の交付を受け、インターネット上での情報発信を研究の一環として行った。人体への放射能の影響は専門外である早川だが、2011年3月に発生した福島第一原子力発電所事故で放出された放射性物質を「放射能汚染地図」として自身の火山ブログで事故後すみやかに発表し、そのあと2年間で7回更新した。初期においては、早川以外の人物が自治体等の発表した各地点の測定データを元に作成したマップが既にネットで発表されており、早川がそれに等値線を付け加えてつくった。
ツイッターでは「フクシマの被曝は避けようと思えば、避けられる。方法は簡単。引っ越すだけでいい」「そのような娘はわが家の嫁にもらうわけにはいかないとのたまうがんこ親父に私はなりそうだ」「福島県の農家が牧場で牧畜やセシウムで汚染された水田で稲作を行うのはサリンを作ったオウム信者と同じだ」「私は、ちゅうちょすることなく相手を殺します」といった発言を行っている。これについて早川は「ツイッターの読者を増やすために意識的に刺激的な発言をした」「地図を広め、理解を浸透させたかった」と説明している。
群馬大学は一連の発言について6月頃から何度も注意を行ってきたが改善が見られないとして、2011年12月7日付で早川に対して訓告処分を行った。群馬大学側は「（早川の）研究成果ではないため言論統制には当たらない」とコメントしている。早川は処分を受けた後に「あんなひどいことをした福島農家と一緒にしてしまって、オウム信者に申し訳なかった」と発言した。
2012年1月、Twitter上でセシウムの半減期から推測して、平成24年度産の静岡茶に昨年の3/4のセシウムが検出されると予想した。なお、静岡県茶業研究センターは、2012年4月3日センター内の露地茶園の一部にビニールハウスを設置し、促成栽培した平成24年度産の新茶の放射性物質の検査を行い、セシウム134及びセシウム137が限界測定値以下だと発表した。静岡県は、平成24年5月17日に静岡県内の主な茶産地の平成24年度産静岡茶放射性物質検査結果について、すべての地区で放射性セシウムを検出せず(限界測定値0.7〜1Bq/l)と発表した。
ただし、早川の専門は火山学であり、放射線と放射能を混同している点が見受けられる。

## 著書
- 『浅間火山北麓の2万5000分の1地質図』(本の六四館、2007年)
- 『浅間山の噴火地図 1:50,000』(NPO法人あさま北軽スタイル、2010年)
- 『浅間火山北麓の2万5000分の1地質図』（改訂版）(NPO法人あさま北軽スタイル、2010年)

## 主要論文
- 「草津白根火山の地質 : 日本火山学会1980年秋季大会」 火山. 第2集 25(4), 305-306, 1980-12-01, NAID 110002994160, doi:10.18940/kazanc.25.4_305_2
- 「降下火砕堆積物の体積計算 （日本火山学会 1984 年度春季大会講演要旨）」 火山. 第2集 1984年 29巻 2号 p.146-, , doi:10.18940/kazanc.29.2_146_1, NAID 110002990272
- 「十和田火山八戸降下テフラ部層の厚さ分布から見た噴火経緯 （日本火山学会 1982 年春季大会講演要旨）」 火山. 第2集 1982年 27巻 2号 p.174-175, doi:10.18940/kazanc.27.2_174_2, NAID 110002990944

- 「岩片の水平分布からプリニー式噴火の噴煙柱高度,噴火時間,および平均風速を推定する方法(日本火山学会1986年度秋季大会)」 火山. 第2集 31(4), 287-288, 1986-12-26, NAID 110002989091
- 「テフラとレスからみた火山の噴火と噴火史」 第四紀研究 Vol.30 (1991) No.5 P.391-398, doi:10.4116/jaqua.30.391
- 「火山で発生する流れとその堆積物 : 火砕流・サージ・ラハール・岩なだれ」 火山 36(3), 357-370, 1991-10-15, doi:10.18940/kazan.36.3_357, NAID 110003041390
- 「噴火マグニチュードの提唱」 火山 38(6), 223-226, 1993-12-20, doi:10.18940/kazan.38.6_223, NAID 110003041444
- 早川由紀夫、マスターテフラによる日本の100万年噴火史編年(＜特集＞火山学の「夢」を語る) 火山 40巻 (1995) Special号 p.S1-S15, doi:10.18940/kazan.40.Special_S1
- 「史料に書かれた浅間山の噴火と災害」 火山 1998年 43巻 4号 p.213-221, doi:10.18940/kazan.43.4_213
- キラウエア火山の噴火 地学雑誌 Vol.107 (1998) No.3 P.Plate1-Plate2, doi:10.5026/jgeography.107.3_Plate1
- 過去2,000年間の日本の火山噴火カタログ 地学雑誌 Vol.108 (1999) No.4 P.472-488, doi:10.5026/jgeography.108.4_472
- 「ウェブページ・電子メール・メーリングリストを活用した中規模授業の実践」 群馬大学授業方法改善研究報告書 （2000年）
- 「インターネット掲示板をもちいた学生相互啓発型授業の実践」 群馬大学授業方法改善研究報告書 （2002年）
- 「かざんきっず -小学生のための火山見学ガイド-」 群馬大学教育実践研究 （2003年）
- 浅間山の2004年噴火 地学雑誌 Vol.115 (2006) No.2 P.Plate3-Plate4, doi:10.5026/jgeography.115.2_Plate3

共著
- 荒牧重雄、柵山雅則、早川由紀夫ほか、「浅間火山北麓鎌原村落の発掘調査(日本火山学会 1981 年春季大会講演要旨)」 火山. 第2集 26(2), 141, 1981-07-01, NAID 110002991388
- 小林哲夫、早川由紀夫、荒牧重雄、「姶良カルデラ大隅降下軽石堆積物の層厚・粒度分布」 火山. 第2集 28(2), 129-139, 1983-07-01, NAID 110002992164
- 早川由紀夫、小林哲夫、白尾元理、荒牧重雄ほか、「1983年 10月 3・4日三宅島火山噴出の降下火砕堆積物」 火山. 第2集 29(TOKUBE), S208-S220, 1984-12-28, doi:10.18940/kazanc.29.TOKUBE_S208, NAID 110002990002
- 早川由紀夫、由井将雄、「草津白根火山の噴火史」 第四紀研究 28(1), 1-17, 1989, NAID 130001562952, doi:10.4116/jaqua.28.1
- 早川由紀夫、井村隆介、「阿蘇火山の過去8万年の噴火史と1989年噴火」 火山 36(1), 25-35, 1991-04-15, doi:10.18940/kazan.36.1_25, NAID 110003041558
- 白尾元理、早由紀夫、「北側からみた浅間山と鬼押出し溶岩流」 地学雑誌 Vol.104 (1995) No.4 P.Plate1-Plate2, doi:10.5026/jgeography.104.4_Plate1
- 古谷野裕、早川由紀夫、町田洋、「およそ5000年前に東伊豆単成火山地域で起こった大室山噴火の推移と継続時間」 地学雑誌 Vol.105 (1996) No.4 P.475-484, doi:10.5026/jgeography.105.4_475
- 早川由紀夫、小山真人：1582年以前の火山噴火の日付をいかに記述するか-グレゴリオ暦かユリウス暦か? 地学雑誌 Vol.106 (1997) No.1 P102-104, doi:10.5026/jgeography.106.102
- 早川由紀夫、新井房夫、北爪智啓、「燧ヶ缶火山の噴火史」 地学雑誌 Vol.106 (1997) No.5 P.660-664, doi:10.5026/jgeography.106.5_660
- 小山真人、早川由紀夫：「はじめての史料地震・火山学」 地学雑誌 Vol.108 (1999) No.4 P489-494, doi:10.5026/jgeography.108.4_489
- 早川由紀夫、藤根久、伊藤茂、Lomtatize ZAURほか、「新潟焼山早川火砕流噴火の炭素14ウィグルマッチング年代」 地学雑誌 Vol.120 (2011) No.3 P.536-546, doi:10.5026/jgeography.120.536
- 早川由紀夫「福島第一原発2011年3月事故による放射能汚染と健康リスク評価」『群馬大学教育学部紀要. 自然科学編』第62巻、群馬大学教育学部、2014年、35-50頁、ISSN 0017-5668、NAID 120005418216。
- 早川由紀夫, 中村賢太郎, 藤根久, 中村賢太郎, 藤根久, 伊藤茂, 廣田正史, 小林紘一「榛名山で古墳時代に起こった渋川噴火の理学的年代決定」『群馬大学教育学部紀要. 自然科学編』第63巻、群馬大学教育学部、2015年、35-39頁、ISSN 0017-5668、NAID 120005745554。
- 早川由紀夫, 萩原佐知子, 野村正弘, 小山真人「読めて使える美しい火山地質図を安価で市場に出す」『地図』第53巻第1号、日本地図学会、2015年、57-65頁、doi:10.11212/jjca.53.1_57、ISSN 0009-4897、NAID 130005281829。
- 早川由紀夫「日本火山のリスク評価」『群馬大学教育学部紀要. 自然科学編』第64巻、群馬大学教育学部、2016年、49-55頁、ISSN 0017-5668、NAID 120005756162。
- 猪狩彬寛, 小寺浩二, 浅見和希「浅間山周辺地域の水環境に関する研究(3)」『日本地理学会発表要旨集』2017a、日本地理学会、2017年、100019頁、doi:10.14866/ajg.2017a.0_100019、NAID 130006182584。
- 井上雄斗, 早川由紀夫「嬬恋村鎌原における天明三年(1783年)浅間山噴火流死者供養の成立と変遷」『群馬大学教育学部紀要. 自然科学編』第67巻、群馬大学教育学部、2019年、21-37頁、ISSN 0017-5668、NAID 120006629693。
- 早川由紀夫「令和元年台風15号による千葉県南部の風被害 (特集 令和元年台風15号被害)」『地理』第65巻第1号、古今書院、2020年1月、4-11頁、ISSN 0577-9308、NAID 40022117602。
- 飯塚雅哉, 早川由紀夫「地形を考慮した火山弾の到達距離」『群馬大学共同教育学部紀要. 自然科学編』第69巻、群馬大学共同教育学部、2021年、13-26頁、ISSN 0017-5668、NAID 120007016691。